# Kindersoftwarepreis Tommi
Der Deutsche Kindersoftwarepreis Tommi (Eigenschreibweise: TOMMI) ist eine Auszeichnung für Kindersoftware, sowohl Lernsoftware als auch PC- und Konsolenspiele, die seit 2002 auf der Frankfurter Buchmesse verliehen wurde. Seit 2020 findet die Verleihung in der KiKA-Sendung Team Timster statt.
Teilnahmeberechtigt sind alle deutschsprachigen PC- und Konsolenspiele sowie Apps und elektronisches Spielzeug. Eine mehrköpfige Jury aus Fachjournalist und Fachjournalistinnen (z. B. Die Zeit, Spiegel Online, Familie&Co, FAZ, SZ, Bild am Sonntag u. a.) und pädagogische Fachkräfte wählen in den Kategorien jeweils zehn Nominierungen aus. In den ersten Jahren wählte eine zehnköpfige Kinderjury die jeweils drei Gewinnergames aus. Im Jahre 2006 wurde erstmals der Sonderpreis „Kindergarten & Vorschule“ vergeben. Seit 2008 gibt es auch einen Konsolenpreis, seit 2012 einen Preis für die beste Kinder-App und seit 2014 für das beste elektronische Spielzeug. 2020 kam die neue Kategorie „Bildung“ hinzu und der „Tommi Förderpreis Kindergarten“, der Kitas mit guten Digitalkonzepten auszeichnet. Der Förderpreis ist mit 1500 Euro dotiert. 2021 kam die Kategorie „USK 12“ hinzu, die 2023 in „Jugendpreis Games“ umbenannt wurde. 2022 nahmen erstmals zusätzlich auch kleinere Bibliotheken beim Tommi mit dem sogenannten Schnupper-Tommi nur mit Apps teil. 2023 kam die neue Kategorie „Jugendpreis Bildung“ hinzu.
Unterstützt wird der Preis von der Auerbach Stiftung, Biblioplay, vom dbv, Dein SPIEGEL, Deutschlandfunk Kultur, der Frankfurter Buchmesse, KiKA, Partner & Söhne und dem ZDF. Verliehen wird der Tommi vom Büro für Kindermedien FEIBEL.DE in Berlin.
2023 wurde das Medienkompetenzprojekt Kindersoftwarepreis Tommi mit dem HanseMerkur Preis für Kinderschutz ausgezeichnet.

## Kinderjury
Seit 2003 gibt es eine Kinderjury im Alter von sechs bis 13 Jahren. Heute zwischen 8 und 16 Jahren. Die Kinderjury testet jedes Jahr die nominierten Spiele und ist zur Preisverleihung auf der Messe anwesend gewesen. 2008 wurde die Kinderjury von zehn auf rund 900 Mädchen und Jungen aufgestockt, indem die Kinderjury in zahlreichen Großstadtbibliotheken ihr Urteil fällt. Seitdem ist der Kindersoftwarepreis Tommi ein Medienkompetenz- und Partizipationsprojekt in Deutschland, Österreich und Schweiz. 2022 stieg die Anzahl der Teilnehmer in der Kinderjury auf 4170 in 56 öffentlichen Groß- und Kleinstadtbibliotheken. Der Preis steht unter der Schirmherrschaft der Bundesfamilienministerin Lisa Paus.

## Preisträger

### Computerspiele
| Jahr | Preisträger Computerspiel                                                     |
| ---- | ----------------------------------------------------------------------------- |
| 2002 | 1. Fritz & Fertig – Schach für Kinder (Terzio Verlag)                         |
| 2002 | 2. Spybotics (Lego)                                                           |
| 2002 | 3. Mathica (Heureka-Klett)                                                    |
| 2003 | 1. Der Zahlenteufel (Terzio)                                                  |
| 2003 | 2. Sim City 4                                                                 |
| 2003 | 3. Welt der Wunder. Eine Stadt spielt verrückt                                |
| 2004 | 1. Die Sims 2                                                                 |
| 2004 | 2. Löwenzahn 8 (Terzio)                                                       |
| 2004 | 3. Trackmania                                                                 |
| 2005 | 1. Genius – Task Force Biologie                                               |
| 2005 | 2. Madagascar                                                                 |
| 2005 | 3. Lego Star Wars                                                             |
| 2006 | 1. Meine Tierklinik                                                           |
| 2006 | 2. Geheimakte Tunguska                                                        |
| 2006 | 3. Englisch mit Hexe Huckla                                                   |
| 2007 | 1. Die Siedler – Aufstieg eines Königreichs                                   |
| 2007 | 2. Meine Tierklinik in Afrika                                                 |
| 2007 | 3. Wild Earth Africa                                                          |
| 2008 | 1. Die Siedler – Aufbruch der Kulturen                                        |
| 2008 | 2. 2weistein – Das Geheimnis des roten Drachen                                |
| 2008 | 3. Die Sims – Inselgeschichten                                                |
| 2009 | 1. Die Sims 3                                                                 |
| 2009 | 2. Willi wills wissen – Bei den Wikingern                                     |
| 2009 | 3. Anno 1404                                                                  |
| 2010 | 1. Der Fluch des Amsterdamer Diamanten                                        |
| 2010 | 2. World of Zoo                                                               |
| 2010 | 3. Lego Universe                                                              |
| 2011 | 1. Cars 2                                                                     |
| 2011 | 2. SIMS Mittelalter                                                           |
| 2011 | 3. Pudding Panic                                                              |
| 2012 | 1. Lost Souls – Enchanted Paintings (Purple Hills)                            |
| 2012 | 2. Die Sims 3 – Einfach Tierisch (EA)                                         |
| 2012 | 3. Skylanders: Spyro’s Adventure (Activision)                                 |
| 2013 | 1. Giana Sisters (bitComposer)                                                |
| 2013 | 2. Die Sims 3 – Inselparadies (EA)                                            |
| 2013 | 3. Planes – das Videospiel (Disney)                                           |
| 2014 | 1. Child of Light (Ubisoft)                                                   |
| 2014 | 1. Dream Hills – Gestohlene Magie (S.A.D.)                                    |
| 2014 | 3. Goodbye Deponia (Daedalic)                                                 |
| 2015 | 1. Die Sims 4 – An die Arbeit (Electronic Arts)                               |
| 2015 | 2. FIFA 15 (Electronic Arts)                                                  |
| 2015 | 3. Die drei ??? Kids – Jagd auf das Phantom (United Soft Media)               |
| 2016 | 1. Mousecraft (Avanquest)                                                     |
| 2016 | 2. Royal Trouble 2 – Flitterwochenchaos (Purple Hills)                        |
| 2016 | 3. TrackMania Turbo (Ubisoft)                                                 |
| 2017 | 1. Portal Knights (505 Games)                                                 |
| 2017 | 2. Crazy Machines 3 (Daedalic)                                                |
| 2017 | 3. Queens Quest 2 (S-A-D / Purple Hills)                                      |
| 2018 | 1. Maoi6 – Unerwartete Gäste (S-A-D / Purple Hills)                           |
| 2018 | 2. Witch It (Daedalic)                                                        |
| 2018 | 2. Inflammania (Uniklinik Erlangen)                                           |
| 2019 | 1. Rug Tales (S-A-D / Purple Hills)                                           |
| 2019 | 2. Der Landwirtschafts-Simulator 2019 (Astragon)                              |
| 2019 | 3. Unrailed! (Daedalic)                                                       |
| 2020 | 1. Spongebob Square Pants – Battle for Bikini Bottom (Daedalic Entertainment) |
| 2020 | 2. Die SIMS 4 – Nachhaltig leben (Electronic Arts)                            |
| 2020 | 3. Lonely Mountains Downhill (Thunderful Publishing)                          |
| 2021 | 1. Fling to the Finish (Daedalic Entertainment)                               |
| 2021 | 2. Dorfromantik (Toukana Interactive)                                         |
| 2021 | 3. Townscaper (Raw Fury)                                                      |
| 2022 | 1. Zombie Rollerz: Pinball Heroes (Daedalic Entertainment)                    |
| 2022 | 2. Die Sims 4: Highschool-Jahre (Electronic Arts)                             |
| 2022 | 3. Jars (Daedalic Entertainment)                                              |
| 2023 | 1. SpongeBob Schwammkopf: The Cosmic Shake (THQ Nordic)                       |
| 2023 | 2. The Wandering Village (Stray Fawn)                                         |
| 2023 | 3. Sticky Business (Assemble Entertainment)                                   |
| 2024 | 1. Monster Jam Showdown (Plaion)                                              |
| 2024 | 2. Disney Epic Mickey: Rebrushed (THQ Nordic)                                 |
| 2024 | 3. Sling-A-Thing (Navel)                                                      |

### Konsolenspiele
| Jahr | Preisträger Konsolenspiel                                                              |
| ---- | -------------------------------------------------------------------------------------- |
| 2008 | 1. Mario Kart Wii                                                                      |
| 2008 | 2. Lego Indiana Jones: Die legendären Abenteuer (PS2 und Xbox 360)                     |
| 2008 | 3. Wii Fit                                                                             |
| 2009 | 1. Wii Sports Resort                                                                   |
| 2009 | 2. Freibeuter der Karibik (Yvio-Konsole/Brettspiel)                                    |
| 2009 | 3. Lips (Xbox 360)                                                                     |
| 2010 | 1. New Super Mario Bros. Wii                                                           |
| 2010 | 2. Super Mario Galaxy (Wii)                                                            |
| 2010 | 3. Tony Hawk RIDE (Xbox 360)                                                           |
| 2011 | 1. Kirby und das magische Garn (Wii, Nintendo)                                         |
| 2011 | 2. Donkey Kong Country Returns (Wii, Nintendo)                                         |
| 2011 | 3. LEGO Pirates of the Caribbean: Das Videospiel (Xbox 360, Disney Interactive Studio) |
| 2012 | 1. Super Mario 3D Land (Nintendo 3DS, Nintendo)                                        |
| 2012 | 2. New Super Mario Bros. 2 (Nintendo 3DS, Nintendo)                                    |
| 2012 | 3. Skylanders: Spyro's Adventure (Activision)                                          |
| 2013 | 1. Lego City Undercover (Wii U, Nintendo)                                              |
| 2013 | 2. Skylanders: Giants (Xbox 360, Wii, PS3, Activision)                                 |
| 2013 | 3. New Super Mario Bros. (Wii U, Nintendo)                                             |
| 2014 | 1. Mario Kart 8 (Wii U, Nintendo)                                                      |
| 2014 | 2. Super Mario 3D World (Wii U, Nintendo)                                              |
| 2014 | 3. Skylanders: Swap Force (alle Konsolen, Activision)                                  |
| 2015 | 1. Yoshi’s Woolly World (Wii U, Nintendo)                                              |
| 2015 | 2. Skylanders: Trap Team (Wii U, Xbox 360, Activision)                                 |
| 2015 | 3. Splatoon (Wii U, Nintendo)                                                          |
| 2016 | 1. Mario & Sonic bei den Olympischen Spielen – Rio 2016 (Wii U, Nintendo)              |
| 2016 | 2. Skylanders: Superchargers (alle Konsolen, Activision)                               |
| 2016 | 3. Lego Dimensions (alle Konsolen, Warner)                                             |
| 2017 | 1. Mario Kart 8 Deluxe (Switch, Nintendo)                                              |
| 2017 | 2. Skylanders: Imaginators (Switch, PS4, Activision)                                   |
| 2017 | 3. Splatoon 2 (Switch, Nintendo)                                                       |
| 2018 | 1. Super Mario Odyssey (Switch, Nintendo)                                              |
| 2018 | 2. Mario Tennis Aces (Switch, Nintendo)                                                |
| 2018 | 3. Onrush (PS4, Deep Silver)                                                           |
| 2019 | 1. Yoshi’s Crafted World (Switch, Nintendo)                                            |
| 2019 | 2. Super Mario Maker 2 (Switch, Nintendo)                                              |
| 2019 | 3. Pokémon: Let’s Go, Pikachu! und Let’s Go, Evoli! (Switch, Nintendo)                 |
| 2020 | 1. Ring Fit Adventure (Nintendo)                                                       |
| 2020 | 2. Luigi’s Mansion 3 (Nintendo)                                                        |
| 2020 | 3. Paper Mario: Origami King (Nintendo)                                                |
| 2021 | 1. Super Mario 3D World + Bowser’s Fury (Nintendo)                                     |
| 2021 | 2. Sackboy – A Big Adventure (Sony)                                                    |
| 2021 | 3. Just Dance 2021 (Ubisoft)                                                           |
| 2022 | 1. Kirby und das vergessene Land (Nintendo)                                            |
| 2022 | 2. Nintendo Switch Sports (Nintendo)                                                   |
| 2022 | 3. Mario Party Superstars (Nintendo)                                                   |
| 2023 | 1. Kirby’s Return to Dream Land Deluxe (Nintendo)                                      |
| 2023 | 2. Everybody 1-2-Switch (Nintendo)                                                     |
| 2023 | 3. Pikmin 4 (Nintendo)                                                                 |
| 2024 | 1. Astro Bot (Sony Interactive Entertainment)                                          |
| 2024 | 2. Super Mario Bros. Wonder (Nintendo)                                                 |
| 2024 | 3. Princess Peach: Showtime! (Nintendo)                                                |

### Sonderpreis Kindergarten & Vorschule
| Jahr | Preisträger Sonderpreis                                                         |
| ---- | ------------------------------------------------------------------------------- |
| 2006 | Max fährt Bus, Bahn und Schiff                                                  |
| 2007 | Apselut Spunk! Die große Astrid Lindgren-CD-ROM                                 |
| 2008 | Doras Reparaturabenteuer                                                        |
| 2009 | Den Zoo entdecken                                                               |
| 2010 | Capt´n Sharky (Nintendo DS)                                                     |
| 2011 | Prinzessin Lillifee                                                             |
| 2012 | Sesamstraße – Es war einmal ein Monster (Kinect, Warner Bros. Interactive)      |
| 2013 | Fiete (Ahoii)                                                                   |
| 2014 | Squirrel & Bär (iOS, Android, Good Evil)                                        |
| 2015 | Knard (iOS, Android, Christoph Minnameier), Fiete Choice (iOS, Android, Ahoiii) |
| 2016 | Tafiti (iOS, Android, Loewe Verlag)                                             |
| 2017 | Osmo Coding Awbie (Tangible Play)                                               |
| 2018 | Lazuli (Fungames)                                                               |
| 2019 | Fiete World (Ahoiii)                                                            |
| 2020 | Kleine Löschmeister (Versicherungskammer Bayern / Daedalic)                     |
| 2021 | Unser Sandmännchen-App (Ahoiii & RBB)                                           |
| 2022 | Edurino – erstes Lesen & Schreiben (Edurino GmbH)                               |
| 2024 | Schnitzeljägerei (Dennis Westermann)                                            |

### Apps
| Jahr | Preisträger App |
| ---- | --- |
| 2012 | Pushy (Medienwerkstatt Mühlacker, iOS, Android)                                                                                                |
| 2013 | Take it easy (Ravensburger Digital) |
| 2014 | 1. Oink Oink – Mein verrückter Bauernhof (iOS, Android, Ravensburger Digital)                                                                  |
| 2014 | 2. Playmobil Knights (iOS, Android, geobra Brandstätter)                                                                                       |
| 2014 | 3. Meine kleine Welt: Werkstatt (iOS, Android, Oetinger)                                                                                       |
| 2015 | 1. Pony Style Box (iOS, Android, Fox & Sheep)                                                                                                  |
| 2015 | 2. The Unstoppables (iOS, Android, LerNetz / Cerebralstiftung für das cerebral gelähmte Kind)                                                  |
| 2015 | 3. Die MausApp (iOS, Android, WDR) |
| 2016 | 1. Playmobil Polizei (iOS, Android, geobra Brandstätter)                                                                                       |
| 2016 | 2. Ubongo (iOS, Android, USM) |
| 2016 | 3. Frag doch mal die Maus (iOS, Android, Application Systems Heidelberg)                                                                       |
| 2017 | 1. PetHotel Premium (iOS, Android, Tivola) |
| 2017 | 2. Conni English (iOS, Android, Carlsen) |
| 2017 | 3. Im Garten der Pusteblumen (iOS, Android, Mixedvision)                                                                                       |
| 2018 | 1. Fiete Soccer (Ahoiii) |
| 2018 | 2. Monkey Swag (USM) |
| 2018 | 3. Lazuli (Funline) |
| 2019 | 1. Thinkrolls Space (Avokiddo) |
| 2019 | 2. Fiete World (Ahoiii) |
| 2019 | 3. Shine – Reise ins Licht (Fox & Sheep) |
| 2020 | 1. Kleine Löschmeister (Versicherungskammer Bayern / Daedalic)                                                                                 |
| 2020 | 2. Anton (Solocode) |
| 2020 | 3. Fiete World Erweiterung USA & Mexiko (Ahoiii)                                                                                               |
| 2021 | 1. Die Olchis – Turmbau für Kids (Fox & Sheep)                                                                                                 |
| 2021 | 2. Unser Sandmännchen-App (Ahoiii & RBB) |
| 2021 | 3. Fuchs im Netz (CLT Creative Learning Technologies GmbH)                                                                                     |
| 2022 | 1. Urban Riders (Villa Hirschberg Online) |
| 2022 | 2. Willi und die Wunderkröte (Tivola Games) |
| 2022 | 3. Inflammania 2 – Fight to Cure – Das Entzündungsspiel (Universitätsklinikum Erlangen, Medizinische Klinik 3 – Rheumatologie und Immunologie) |
| 2023 | 1. Mayority (WOTI World of Tomorrow Institute GmbH)                                                                                            |
| 2023 | 2. Brixity (Chris O’Kelly / Devsisters) |
| 2023 | 3. Peridot (Niantic) |
| 2024 | 1. Emyo (Refutura) |
| 2024 | 2. LUNA The Shadow Dust mobile (Application Systems Heidelberg)                                                                                |
| 2024 | 3. PLANET WOW Wildlife Adventure (Blue Ocean Entertainment)                                                                                    |

### Elektronisches Spielzeug
| Jahr | Preisträger Elektronisches Spielzeug                          |
| ---- | ------------------------------------------------------------- |
| 2014 | 1. Story Starter (Lego Education)                             |
| 2014 | 2. Der Millionen-Coup (tiptoi, Ravensburger)                  |
| 2014 | 3. Kurio Tablet (Tablet, KD Germany)                          |
| 2015 | 1. Roboter mit App: MIP (iOS, Android, Jazwares)              |
| 2015 | 2. Rennspiel mit App: Anki Overdrive (iOS, Android, Anki)     |
| 2015 | 3. Kurio Smart Kindertablet (Tablet, KD Germany)              |
| 2016 | 1. Anki Overdrive Supertrucks (Anki)                          |
| 2016 | 2. Lumi Gaming Drone (Wowwee)                                 |
| 2016 | 3. Lego WeDo 2.0 (Lego Education)                             |
| 2017 | 1. Cozmo (Anki)                                               |
| 2017 | 2. Osmo Pizza Co (Tangible Play)                              |
| 2017 | 3. Lernroboter Dash: Blockly (Wonder Workshop)                |
| 2018 | 1. Robo Chamäleon (Silverlit)                                 |
| 2018 | 2. Osmo Hot Wheels Mind Racer (Tangible Play)                 |
| 2018 | 3. Monster Maker (Kosmos)                                     |
| 2019 | 1. Sphero Bolt (Sphero)                                       |
| 2019 | 2. Gravitrax mit neuen Bausteinen und App (Ravensburger)      |
| 2019 | 3. Tori (Namco Bandai)                                        |
| 2020 | 1. Lego Super Mario Adventure (LEGO)                          |
| 2020 | 2. Osmo Genius Starter Kit (Tangible Play Inc.)               |
| 2020 | 3. Tap it! (HCM KINZEL)                                       |
| 2021 | 1. DKT Smart (Wiener Spielkartenfabrik/Piatnik)               |
| 2021 | 2. Mazzy – Dein smarter App-Roboter (Franckh-Kosmos)          |
| 2021 | 3. Osmo Coding Starter Kit, Version 2021 (Tangible Play)      |
| 2022 | 1. Exost Rhino Wave (Silverlit)                               |
| 2022 | 2. Osmo Little Genius Starter Kit (Tangible Play Inc. / Osmo) |
| 2022 | 3. IQ-Mini (Smart Toys)                                       |
| 2023 | 1. Hey Clay (TOMY)                                            |
| 2023 | 2. Furby (Hasbro)                                             |
| 2023 | 3. Bitzee (Spin Master)                                       |
| 2024 | 1. Boxing Bots (Kosmos)                                       |
| 2024 | 2. Airo – Mein interaktiver Roboter (Clementoni)              |
| 2024 | 3. Easy Elektro – Games (Kosmos) My Really Real Puppy (Moose) |

### Bildung
| Jahr | Preisträger Bildung                                                                                                  |
| ---- | --- |
| 2020 | 1. Discovery Tour – Das antike Griechenland (Ubisoft)                                                                |
| 2020 | 2. Anton Plus (Solocode)                                                                                             |
| 2020 | 3. Bookii Hören und Staunen: Musikinstrumente (Tessloff)                                                             |
| 2021 | 1. Investnuts (VisualVest)                                                                                           |
| 2021 | 2. Ozeane (Carlsen Verlag)                                                                                           |
| 2021 | 3. Osmo Coding Starter Kit, Version 2021 (Tangible Play)                                                             |
| 2022 | 1. KonterBUNT. Einschreiten für Demokratie (Niedersächsische Landeszentrale für politische Bildung)                  |
| 2022 | 2. Klim: S21 – Das Spiel zur Klimaanpassung (Gentle Troll Entertainment GmbH / Research Group for Earth Observation) |
| 2022 | 3. Kreative Apps für die Schule (Fox & Sheep)                                                                        |
| 2023 | 1. Flik Flak – The Adventure of Time (Swatch)                                                                        |
| 2023 | 2. Tonis Escape – dem Hacker auf der Spur (Bundesministerium für Bildung und Forschung)                              |
| 2023 | 3. Was ist was – der Podcast (Tessloff Verlag)                                                                       |
| 2024 | 1. Little Impacts (Umweltbundesamt/Quantumfrog)                                                                      |
| 2024 | 2. Rechnen mit TOM – das Mathespiel für Kinder mit Martina Hill (SWR planet schule)                                  |
| 2024 | 3. The Unstoppables 2 – Tofu in Gefahr! (Stiftung Cerebral/Gentle Troll/LerNetz)                                     |

### Jugendpreis Games
(bis 2022 als „USK 12“ bezeichnet)
| Jahr | Preisträger Jugendpreis Games                                      |
| ---- | ------------------------------------------------------------------ |
| 2021 | 1. It Takes Two (Electronic Arts)                                  |
| 2021 | 2. Marvel’s Spider-Man: Miles Morales (Sony)                       |
| 2021 | 3. Biomutant (THQ Nordic)                                          |
| 2022 | 1. Lego Star Wars: Die Skywalker Saga (Warner Bros. Entertainment) |
| 2022 | 2. Horizon Forbidden West (Sony)                                   |
| 2022 | 3. Endling – Extinction is Forever (THQ Nordic)                    |
| 2023 | 1. The Legend of Zelda: Tears of the Kingdom (Nintendo)            |
| 2023 | 2. Hogwarts Legacy (Warner Bros. Games)                            |
| 2023 | 3. Ratchet & Clank: Rift Apart (Sony Interactive Entertainment)    |
| 2024 | 1. Astro Bot (Sony Interactive Entertainment)                      |
| 2024 | 2. Prince of Persia: The Lost Crown (Ubisoft)                      |
| 2024 | 3. Disney Epic Mickey: Rebrushed (THQ Nordic)                      |

### Jugendpreis Bildung
| Jahr | Preisträger Jugendpreis Bildung |
| ---- | --- |
| 2023 | 1. Facts & Fakes 2 (Deutsche Telekom Stiftung) |
| 2023 | 2. Glasfäden (Causa Creations Interactive Media GmbH) |
| 2023 | 3. https://youngdata.de (Konferenz der unabhängigen Datenschutzbehörden des Bundes und der Länder / Landesbeauftragter für Datenschutz und Informationsfreiheit Mecklenburg-Vorpommern) |
| 2024 | 1. Schnitzeljägerei (Dennis Westermann) |
| 2024 | 2. Little Impacts (Umweltbundesamt/Quantumfrog) |
| 2024 | 3. Join The comfortzone (Jugendstiftung Baden-Württemberg) |

### Besondere Erwähnung Barrierefreiheit
| Jahr | Preisträger Barrierefreiheit |
| ---- | ---------------------------- |
| 2021 | Townscaper (Raw Fury)        |